# Hoplia tuberculicollis
Hoplia tuberculicollis är en skalbaggsart som beskrevs av Moser 1912. Hoplia tuberculicollis ingår i släktet Hoplia och familjen Melolonthidae. Inga underarter finns listade i Catalogue of Life.